# Fußball-Weltmeisterschaft 1998/Gruppe F
Spiele der Gruppe F der Fußball-Weltmeisterschaft 1998
| Pl. | Land        | Sp. | S | U | N | Tore    | Diff. | Punkte |
| --- | ----------- | --- | - | - | - | ------- | ----- | ------ |
| 1.  | Deutschland | 3   | 2 | 1 | 0 | 006:200 | +4    | 07     |
| 2.  | Jugoslawien | 3   | 2 | 1 | 0 | 004:200 | +2    | 07     |
| 3.  | Iran        | 3   | 1 | 0 | 2 | 002:400 | −2    | 03     |
| 4.  | USA         | 3   | 0 | 0 | 3 | 001:500 | −4    | 0      |

## Jugoslawien – Iran 1:0 (0:0)
| Jugoslawien                                                           | Jugoslawien | Iran | Iran |
| --------------------------------------------------------------------- | --- | --- | ---- |
| Jugoslawien                                                           | \| 1. Spieltag \| \| 14. Juni 1998 um 17:30 Uhr in Saint-Étienne (Stade Geoffroy-Guichard) \| \| Zuschauer: 30.600 \| \| Schiedsrichter: Alberto Tejada ( Peru) \| \| Spielbericht \| | \| 1. Spieltag \| \| 14. Juni 1998 um 17:30 Uhr in Saint-Étienne (Stade Geoffroy-Guichard) \| \| Zuschauer: 30.600 \| \| Schiedsrichter: Alberto Tejada ( Peru) \| \| Spielbericht \|                                                          | Iran |
| Jugoslawien                                                           | Ivica Kralj – Zoran Mirković, Goran Djorović, Siniša Mihajlović, Željko Petrović – Branko Brnović (52. Dejan Stanković), Slaviša Jokanović, Vladimir Jugović, Dragan Stojković (68. Darko Kovačević) – Savo Milošević (59. Perica Ognjenović), Predrag Mijatović Cheftrainer: Slobodan Santrač | Nima Nakisa – Mohammad Khakpour, Nader Mohammadkhani , Mehdi Pashazadeh – Mehdi Mahdavikia, Javad Zarincheh, Hamid Reza Estili (70. Alireza Mansourian), Mehrdad Minavand – Karim Bagheri – Ali Daei, Chodadad Azizi Cheftrainer: Jalal Talebi | Iran |
| Jugoslawien                                                           | 1:0 Mihajlović (72.) | | Iran |
| Jugoslawien                                                           | Stojković, Petrović | | Iran |
| 1. Spieltag                                                           | | |      |
| 14. Juni 1998 um 17:30 Uhr in Saint-Étienne (Stade Geoffroy-Guichard) | | |      |
| Zuschauer: 30.600                                                     | | |      |
| Schiedsrichter: Alberto Tejada ( Peru)                                | | |      |
| Spielbericht                                                          | | |      |

## Deutschland – USA 2:0 (1:0)
| Deutschland                                            | Deutschland | USA | USA |
| ------------------------------------------------------ | --- | --- | --- |
| Deutschland                                            | \| 1. Spieltag \| \| 15. Juni 1998 um 21:00 Uhr in Paris (Parc des Princes) \| \| Zuschauer: 45.500 \| \| Schiedsrichter: Said Belqola ( Marokko) \| \| Spielbericht \|                                                                                              | \| 1. Spieltag \| \| 15. Juni 1998 um 21:00 Uhr in Paris (Parc des Princes) \| \| Zuschauer: 45.500 \| \| Schiedsrichter: Said Belqola ( Marokko) \| \| Spielbericht \|                                                                           | USA |
| Deutschland                                            | Andreas Köpke – Christian Wörns, Olaf Thon, Jürgen Kohler – Stefan Reuter (69. Christian Ziege), Thomas Häßler (50. Dietmar Hamann), Jens Jeremies, Jörg Heinrich – Andreas Möller (90. Markus Babbel) – Jürgen Klinsmann , Oliver Bierhoff Cheftrainer: Berti Vogts | Kasey Keller – Eddie Pope, Thomas Dooley , David Régis – Mike Burns (46. Frankie Hejduk), Chad Deering (70. Tab Ramos), Brian Maisonneuve, Cobi Jones – Claudio Reyna, Earnie Stewart – Eric Wynalda (64. Roy Wegerle) Cheftrainer: Steve Sampson | USA |
| Deutschland                                            | 1:0 Möller (8.) 2:0 Klinsmann (64.) | | USA |
| Deutschland                                            | Jeremies, Heinrich, Hamann | Pope, Hejduk | USA |
| 1. Spieltag                                            | | |     |
| 15. Juni 1998 um 21:00 Uhr in Paris (Parc des Princes) | | |     |
| Zuschauer: 45.500                                      | | |     |
| Schiedsrichter: Said Belqola ( Marokko)                | | |     |
| Spielbericht                                           | | |     |

## Deutschland – Jugoslawien 2:2 (0:1)
| Deutschland                                               | Deutschland | Jugoslawien | Jugoslawien |
| --------------------------------------------------------- | --- | --- | ----------- |
| Deutschland                                               | \| 2. Spieltag \| \| 21. Juni 1998 um 14:30 Uhr in Lens (Stade Félix Bollaert) \| \| Zuschauer: 38.100 \| \| Schiedsrichter: Kim Milton Nielsen ( Dänemark) \| \| Spielbericht \|                                                                                     | \| 2. Spieltag \| \| 21. Juni 1998 um 14:30 Uhr in Lens (Stade Félix Bollaert) \| \| Zuschauer: 38.100 \| \| Schiedsrichter: Kim Milton Nielsen ( Dänemark) \| \| Spielbericht \| | Jugoslawien |
| Deutschland                                               | Andreas Köpke – Christian Wörns, Olaf Thon, Jürgen Kohler – Jörg Heinrich, Dietmar Hamann (46. Lothar Matthäus), Jens Jeremies, Christian Ziege (67. Michael Tarnat) – Andreas Möller (58. Ulf Kirsten) – Jürgen Klinsmann , Oliver Bierhoff Cheftrainer: Berti Vogts | Ivica Kralj – Slobodan Komljenović, Goran Djorović, Siniša Mihajlović, Željko Petrović (74. Miroslav Stević) – Dejan Stanković (68. Dejan Govedarica), Slaviša Jokanović, Vladimir Jugović, Dragan Stojković – Darko Kovačević (58. Perica Ognjenović), Predrag Mijatović Cheftrainer: Slobodan Santrač | Jugoslawien |
| Deutschland                                               | 1:2 Mihajlovic (74., Eigentor) 2:2 Bierhoff (80.) | 0:1 Mijatović (13.) 0:2 Stojković (54.) | Jugoslawien |
| Deutschland                                               | Matthäus | | Jugoslawien |
| 2. Spieltag                                               | | |             |
| 21. Juni 1998 um 14:30 Uhr in Lens (Stade Félix Bollaert) | | |             |
| Zuschauer: 38.100                                         | | |             |
| Schiedsrichter: Kim Milton Nielsen ( Dänemark)            | | |             |
| Spielbericht                                              | | |             |

## USA – Iran 1:2 (0:1)
| USA                                                | USA | Iran | Iran |
| -------------------------------------------------- | --- | --- | ---- |
| USA                                                | \| 2. Spieltag \| \| 21. Juni 1998 um 21:00 Uhr in Lyon (Stade Gerland) \| \| Zuschauer: 39.100 \| \| Schiedsrichter: Urs Meier ( Schweiz) \| \| Spielbericht \|                                                                             | \| 2. Spieltag \| \| 21. Juni 1998 um 21:00 Uhr in Lyon (Stade Gerland) \| \| Zuschauer: 39.100 \| \| Schiedsrichter: Urs Meier ( Schweiz) \| \| Spielbericht \| | Iran |
| USA                                                | Kasey Keller – Eddie Pope, Thomas Dooley (82. Brian Maisonneuve), David Régis – Frankie Hejduk, Tab Ramos (58. Earnie Stewart), Claudio Reyna, Cobi Jones – Joe-Max Moore, Brian McBride, Roy Wegerle (58. Preki) Cheftrainer: Steve Sampson | Ahmed Reza Abedzadeh – Mohammad Khakpour, Nader Mohammadkhani (76. Afshin Peyrovani), Mehdi Pashazadeh – Mehdi Mahdavikia, Javad Zarincheh (77. Naeem Saadavi), Hamid Reza Estili, Mehrdad Minavand – Karim Bagheri – Ali Daei, Chodadad Azizi (74. Alireza Mansourian) Cheftrainer: Jalal Talebi | Iran |
| USA                                                | 1:2 McBride (87.) | 0:1 Estili (40.) 0:2 Mahdavikia (84.) | Iran |
| USA                                                | Régis | Minavand, Zarincheh | Iran |
| 2. Spieltag                                        | | |      |
| 21. Juni 1998 um 21:00 Uhr in Lyon (Stade Gerland) | | |      |
| Zuschauer: 39.100                                  | | |      |
| Schiedsrichter: Urs Meier ( Schweiz)               | | |      |
| Spielbericht                                       | | |      |

## Deutschland – Iran 2:0 (0:0)
| Deutschland                                                    | Deutschland | Iran | Iran |
| -------------------------------------------------------------- | --- | --- | ---- |
| Deutschland                                                    | \| 3. Spieltag \| \| 25. Juni 1998 um 21:00 Uhr in Montpellier (Stade de la Mosson) \| \| Zuschauer: 29.800 \| \| Schiedsrichter: Epifanio González ( Paraguay) \| \| Spielbericht \|                                                                                | \| 3. Spieltag \| \| 25. Juni 1998 um 21:00 Uhr in Montpellier (Stade de la Mosson) \| \| Zuschauer: 29.800 \| \| Schiedsrichter: Epifanio González ( Paraguay) \| \| Spielbericht \|                                                                   | Iran |
| Deutschland                                                    | Andreas Köpke – Christian Wörns, Olaf Thon (46. Dietmar Hamann), Jürgen Kohler – Jörg Heinrich, Lothar Matthäus, Thomas Helmer, Michael Tarnat (77. Christian Ziege) – Thomas Häßler (70. Ulf Kirsten) – Jürgen Klinsmann , Oliver Bierhoff Cheftrainer: Berti Vogts | Ahmed Reza Abedzadeh – Mohammad Khakpour, Nader Mohammadkhani, Mehdi Pashazadeh – Mehdi Mahdavikia, Javad Zarincheh (71. Sirous Dinmohammadi), Hamid Reza Estili, Mehrdad Minavand – Karim Bagheri – Ali Daei, Chodadad Azizi Cheftrainer: Jalal Talebi | Iran |
| Deutschland                                                    | 1:0 Bierhoff (50.) 2:0 Klinsmann (57.) | | Iran |
| Deutschland                                                    | Häßler, Klinsmann | Daei | Iran |
| 3. Spieltag                                                    | | |      |
| 25. Juni 1998 um 21:00 Uhr in Montpellier (Stade de la Mosson) | | |      |
| Zuschauer: 29.800                                              | | |      |
| Schiedsrichter: Epifanio González ( Paraguay)                  | | |      |
| Spielbericht                                                   | | |      |

## USA – Jugoslawien 0:1 (0:1)
| USA                                                          | USA | Jugoslawien | Jugoslawien |
| ------------------------------------------------------------ | --- | --- | ----------- |
| USA                                                          | \| 3. Spieltag \| \| 25. Juni 1998 um 21:00 Uhr in Nantes (Stade Louis-Fonteneau) \| \| Zuschauer: 35.500 \| \| Schiedsrichter: Gamal al-Ghandour ( Ägypten) \| \| Spielbericht \|                                                                  | \| 3. Spieltag \| \| 25. Juni 1998 um 21:00 Uhr in Nantes (Stade Louis-Fonteneau) \| \| Zuschauer: 35.500 \| \| Schiedsrichter: Gamal al-Ghandour ( Ägypten) \| \| Spielbericht \| | Jugoslawien |
| USA                                                          | Brad Friedel – Mike Burns, Thomas Dooley (82. Marcelo Balboa), David Régis – Frankie Hejduk (65. Eric Wynalda), Earnie Stewart, Brian Maisonneuve, Cobi Jones – Claudio Reyna – Brian McBride, Joe-Max Moore (58. Preki) Cheftrainer: Steve Sampson | Ivica Kralj – Slobodan Komljenović, Goran Djorović, Siniša Mihajlović, Željko Petrović – Dejan Stanković (54. Branko Brnović), Slaviša Jokanović, Vladimir Jugović, Dragan Stojković (63. Dejan Savićević) – Savo Milošević, Predrag Mijatović (31. Perica Ognjenović) Cheftrainer: Slobodan Santrač | Jugoslawien |
| USA                                                          | 0:1 Komljenović (3.) | | Jugoslawien |
| USA                                                          | Reyna | Stanković, Ognjenović | Jugoslawien |
| USA                                                          | Das 0:1 war das 1.700. WM-Tor | | Jugoslawien |
| 3. Spieltag                                                  | | |             |
| 25. Juni 1998 um 21:00 Uhr in Nantes (Stade Louis-Fonteneau) | | |             |
| Zuschauer: 35.500                                            | | |             |
| Schiedsrichter: Gamal al-Ghandour ( Ägypten)                 | | |             |
| Spielbericht                                                 | | |             |